# Église Saint-Jean-Baptiste de Monza
L′église Saint-Jean-Baptiste ou basilique mineure de Monza (en italien : duomo di Monza ou Basilica minore di San Giovanni Battista), est l'église principale de la ville italienne de Monza. Elle est dédiée à saint Jean Baptiste, et les débuts de son  édification remontent aux VIe et VIIe siècles. Elle a été élevée au rang de basilique mineure. 

## Histoire
Selon la légende, l'église a été commandée par la reine lombarde d'Italie, Théodelinde de Bavière. Elle avait fait vœu de construire une église dédiée à saint Jean et, alors qu'elle se trouvait le long de la rivière Lambro, elle a été interrompue par une colombe qui lui dit Modo (mot latin pour « ici »), auquel elle a répondu Etiam (« oui ») . Monza était elle-même d'abord connue sous le nom de Modoetia.
En 595, elle comportait un oraculum (chapelle de la Reine) construit sur un plan en croix grecque ; de cette chapelle, il ne reste que les murs aujourd'hui. La reine y a été enterrée, dans ce qui est maintenant l'allée centrale. Sur les vestiges de l'oraculum, une nouvelle église a été érigée au XIIIe siècle.

## Architecture
Cette basilique a été reconstruite avec un plan en croix latine.

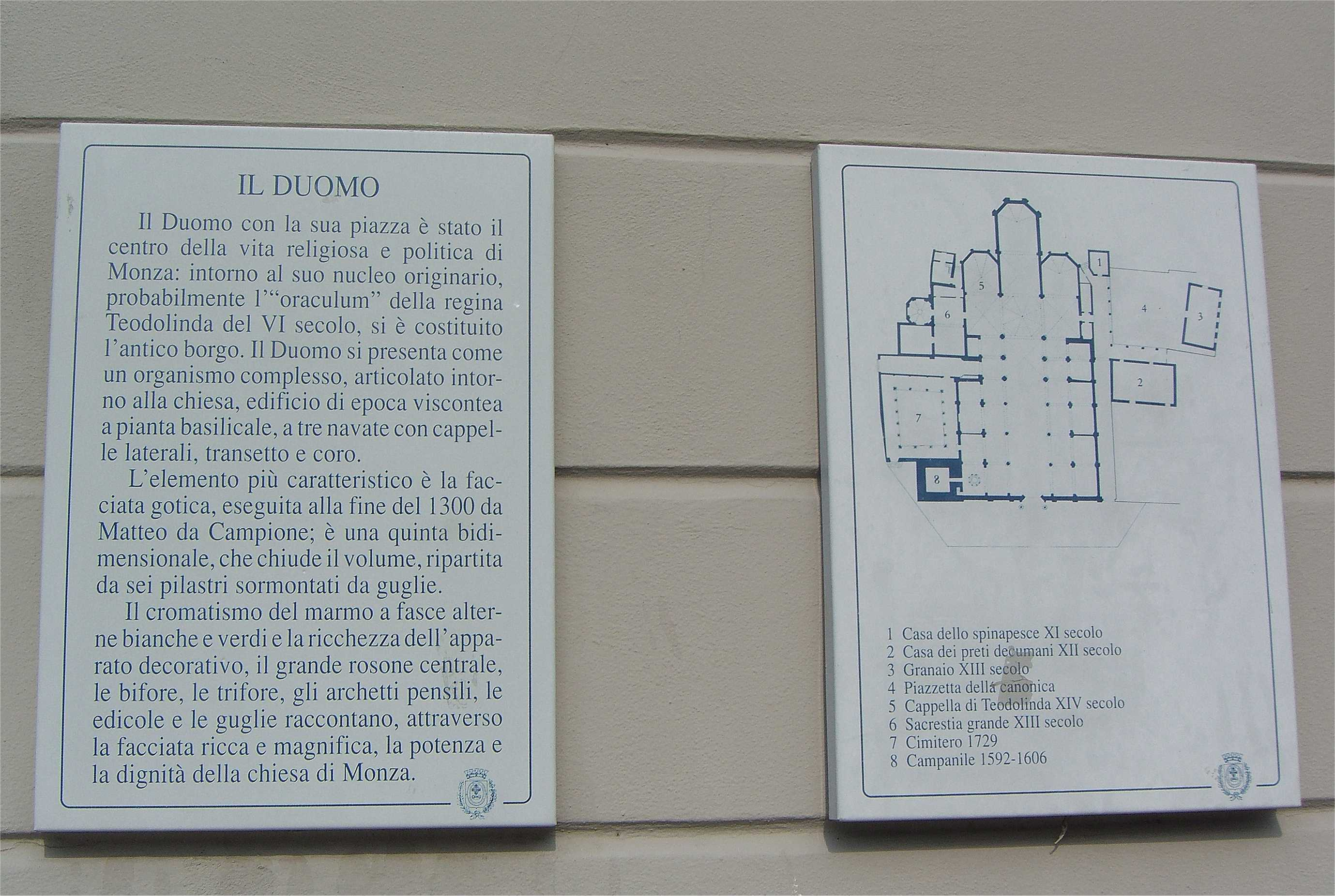
Plan de la basilique.

### La façade
Au XIVe siècle, la rénovation de la façade du dôme est confiée à l'architecte et sculpteur Matteo da Campione des Maestri campionesi : il réalise la façade marmoréenne à bandes blanches et vertes, la chaire (evangelizzatorio) et plusieurs des décorations sculptées de l'intérieur.
La façade massive est divisée en cinq parties. Chacune est surmontée d'un tabernacle abritant une statue. La façade dispose de plusieurs fenêtres à meneaux avec, au centre, une grande rosace encadrée par un motif inspiré des plafonds romains antiques, décorée par des rosettes, des masques et des motifs étoilés.
La façade est considérée comme romane et gothique pour la structure et la décoration. Le porche possède des gargouilles du XIVe siècle sur les côtés et le tympan des bustes de Théodelinde et du roi Agilulf. 
Sur le portail est représenté le Baptême de Jésus, assisté par saint Pierre, la Sainte Vierge, saint Zacharie et saint Paul. Dans la partie supérieure est représentée Théodelinde offrant à saint Jean baptiste la Couronne de fer de Lombardie, elle est assistée par son mari à genoux Agilulf et leur fils Adaloald et Gundeberga.
À partir du XVIe siècle, le chœur et le plafond ont été restaurés. Par la suite, les murs et les voûtes ont été ornés de fresques et de stucs. Le campanile a été érigé en 1606 tandis qu'au XVIIIe siècle, un cimetière a été ajouté en annexe sur le côté gauche.
La construction du nouveau campanile débuta en 1592 et se termina en 1620. Il a été consacré en 1628 par le cardinal Federico Borromeo.
Il comporte 8 cloches : la2 (bourdon), si2, do#3, re3, mi3, fa#3, sol#3 et la3.
Les cloches sont en harmonie car les cloches ont été accordées pour faire la gamme de La Majeur.
Tous les 24 juin, pour la Saint-Jean-Baptiste, un carillon sonne à midi pile.
Le campanile ne se visite pas. 
Ercole Turati avait projeté les plans de ce campanile, du baptistère, de la crypte et du développement du chœur, réalisés seulement dans les deux premières décennies  du XVIIe siècle.

### Intérieur
L'église possède une nef et deux ailes, séparées par une série de colonnes octogonales ornées de chapiteaux romans et baroques. Elle se termine par de grandes absides avec une série de chapelles ouvertes vers les allées.
La décoration murale est essentiellement baroque. Parmi les autres œuvres d'art on note le chœur de Matteo da Campione, le maître-autel par Andrea Appiani, le presbytère et les fresques du transept par Giuseppe Meda et Giuseppe Arcimboldo.
Dans le transept droit se trouve l'entrée du musée Serpero, le logement du Trésor de l'église avec la Couronne de Fer de Lombardie, ainsi qu'une collection d'importantes d'œuvres de toutes sortes de l'Antiquité tardive et du Moyen Âge. Cela inclut les petites ampoules de plomb VIe siècle de la Terre sainte, qui sont la preuve de l'iconographie émergente de l'art médiéval, parmi les plus anciennes représentations de la Crucifixion et de la Nativité de Jésus dans l'art qui allaient devenir la norme depuis le Moyen Âge. Seule la ville de Bobbio possède une collection équivalente d'ampoules. La bibliothèque de l'église est propriétaire d'un certain nombre d'anciens et importants antiphonaires enluminés.

### La chapelle de Théodelinde
Le centre d'intérêt majeur de l'église est la chapelle de la reine Théodelinde, abritant la couronne de fer des rois d'Italie et décorée de fresques du XVe siècle de l'atelier de Zavattari. 
Les fresques illustrent la vie de la reine Théodelinde, comme l'épisode de la colombe, sa proposition de mariage, sa rencontre avec Authari, la mort de ce dernier dans la bataille, et le nouveau mariage avec Agilulf. Tous les personnages sont représentés avec de riches vêtements typiques de l'ère Visconti.
La voûte est décorée par des personnalités du XIVe siècle, des saints et des évangélistes.

### Œuvres
- Fresques baroques de la partie sud du Dôme (Albero di Jesse, Giuseppe Arcimboldo et Giuseppe Meda, 1558)
- Fresques  de la partie nord (Storie di S. Giovanni Battista, de G. Meda et Giovanni Battista della Rovere, 1580).
- Décorations du presbytère et du chœur, peintures du XVIIe siècle de Stefano Danedi, Isidoro Bianchi, Carlo Cane et Ercole Procaccini le Jeune, quadratura  de Francesco Villa.
- Voûte  de la nef de Stefano Maria Legnani, quadratura du Castellino (1693).
- Grands tableaux de la nef   Storie di Teodolinda e della Corona ferrea, des  XVIIe et XVIIIe siècles, de divers peintres dont  Sebastiano Ricci, Filippo Abbiati et Andrea Porta.
- Peinture figurative lombarde  entre baroque, barocchetto et rococo de Pietro Gilardi (Storie della Croce il tiburio 1718-1719), Giovan Angelo Borroni (chapelle du Rosaire, 1719-1721, chapelle du baptistère, celle de Santa Lucia, 1752-1753), et  Mattia Bortoloni pour la chapelle du  Corpus Domini (1742).
- La chapelle de Théodelinde (Cappella di Teodolinda) :
  - Les fresques (1444-1446) des Zavattari (famille d'artistes italiens, peintres  du début du Quattrocento), relatant des épisodes  de la Historia Langobardorum de Paolo Diacono  et d'une légende médiévale de Bonincontro Morigia, chroniqueur  monzese du Trecento. Ces fresques sont composées de 45 scènes divisées en 5 panneaux superposés, avec la représentation de 800 personnages pour un total d'environ 500 m2.
  - La Couronne de fer (Corona Ferrea), considérée comme relique, diadème d'orfèvrerie byzantine d'importance historique, symbole utilisé pour le royaume d'Italie et qui permit de couronner Charles V de Habsbourg, Napoléon Ier et Ferdinand Ier.
  - Le sarcophage (1308) de l'époux de la reine Théodelinde.

### Musée du Trésor duDuomode Monza
Le Museo e Tesoro del Duomo di Monza, aujourd'hui Museo Capitolare del Duomo Filippo Serpero, ouvert au public depuis 2007, accessible par la via Lambro, conserve des pièces de l'Antiquité tardive romaine (comme le diptyque de Stilicon) et du haut-Moyen Âge, et une partie des objets liturgiques de la reine de Lombardie Théodelinde.
On peut y voir un encolpion en cristal de roche offert par Saint-Grégoire à la reine. Il est recouvert d'une feuille d'or sur laquelle est niellé une image du Christ en Croix. Il conserve également, comme celui de Bobbio, de nombreuses ampoules consacrées, ensemble homogène de flacons plats en argile, en alliage de plomb et de zinc, ou en argent, datés du milieu du VIe siècle ou du VIIe siècle, provenant tous de Palestine, rapportés de Terre sainte par des pèlerins.
Le Trésor a été successivement complété par les rois lombards Bérenger et les Visconti.

## Galerie

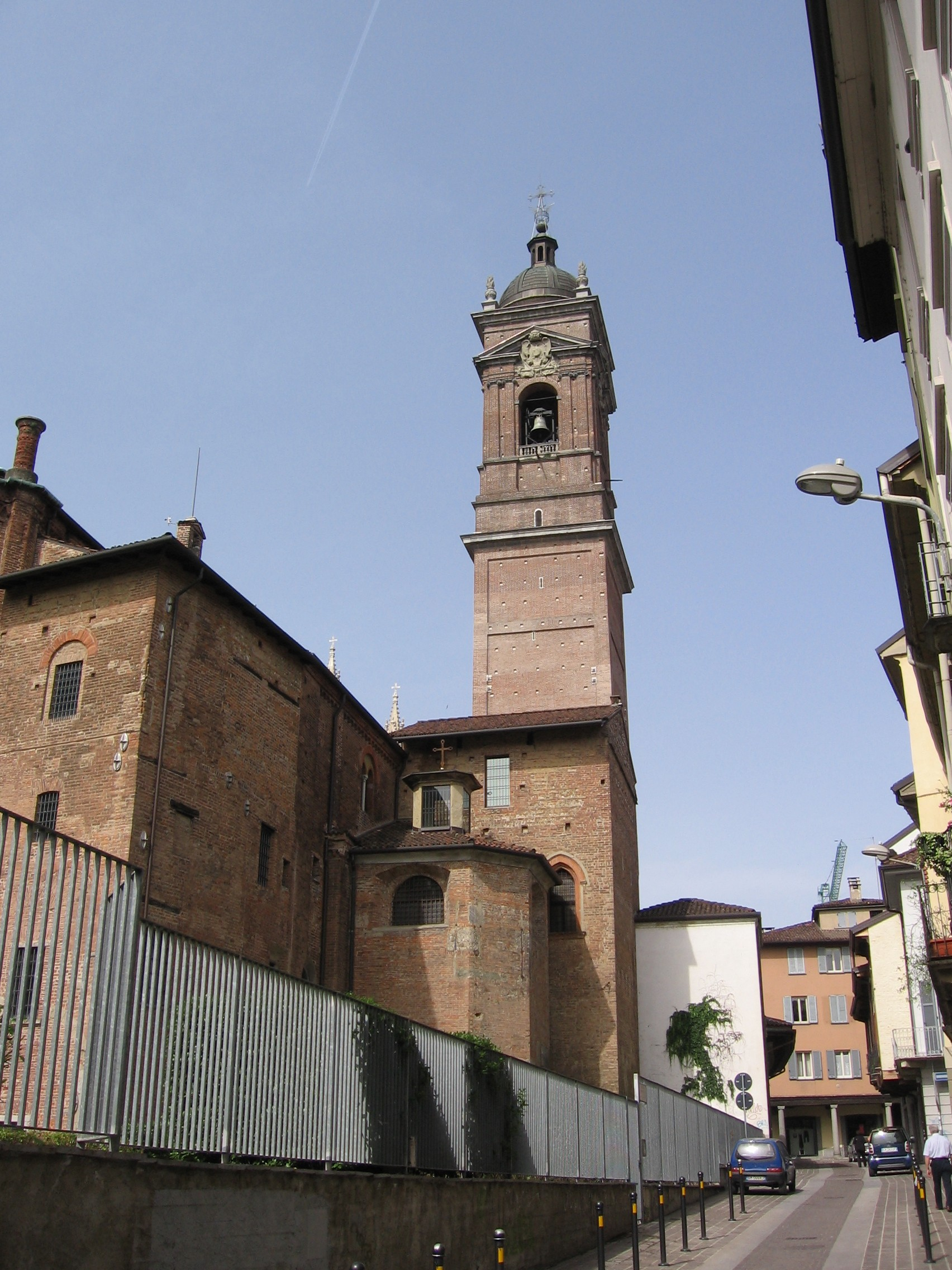
Le campanile.
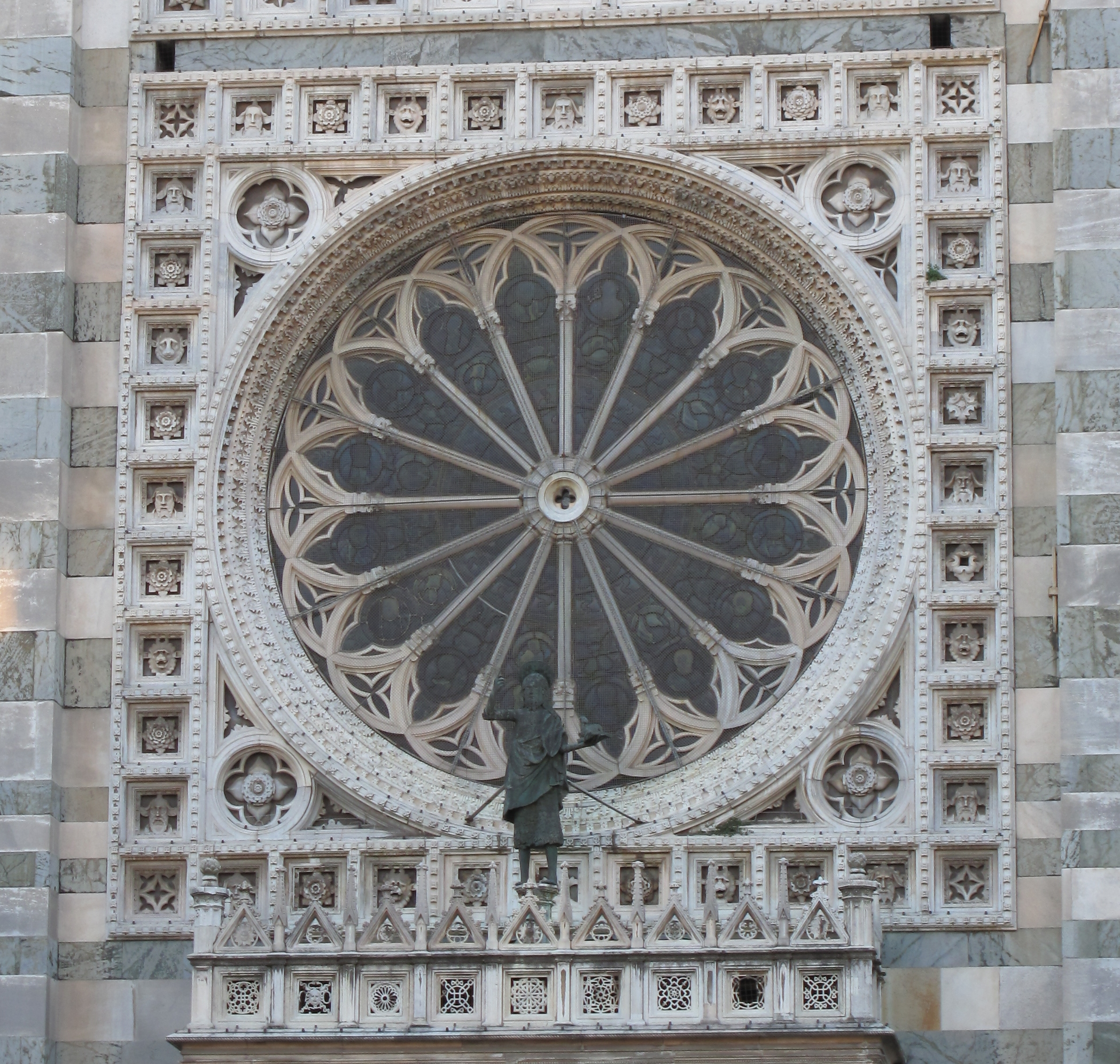
La rosace sur la façade et la statue de St Jean Baptiste.
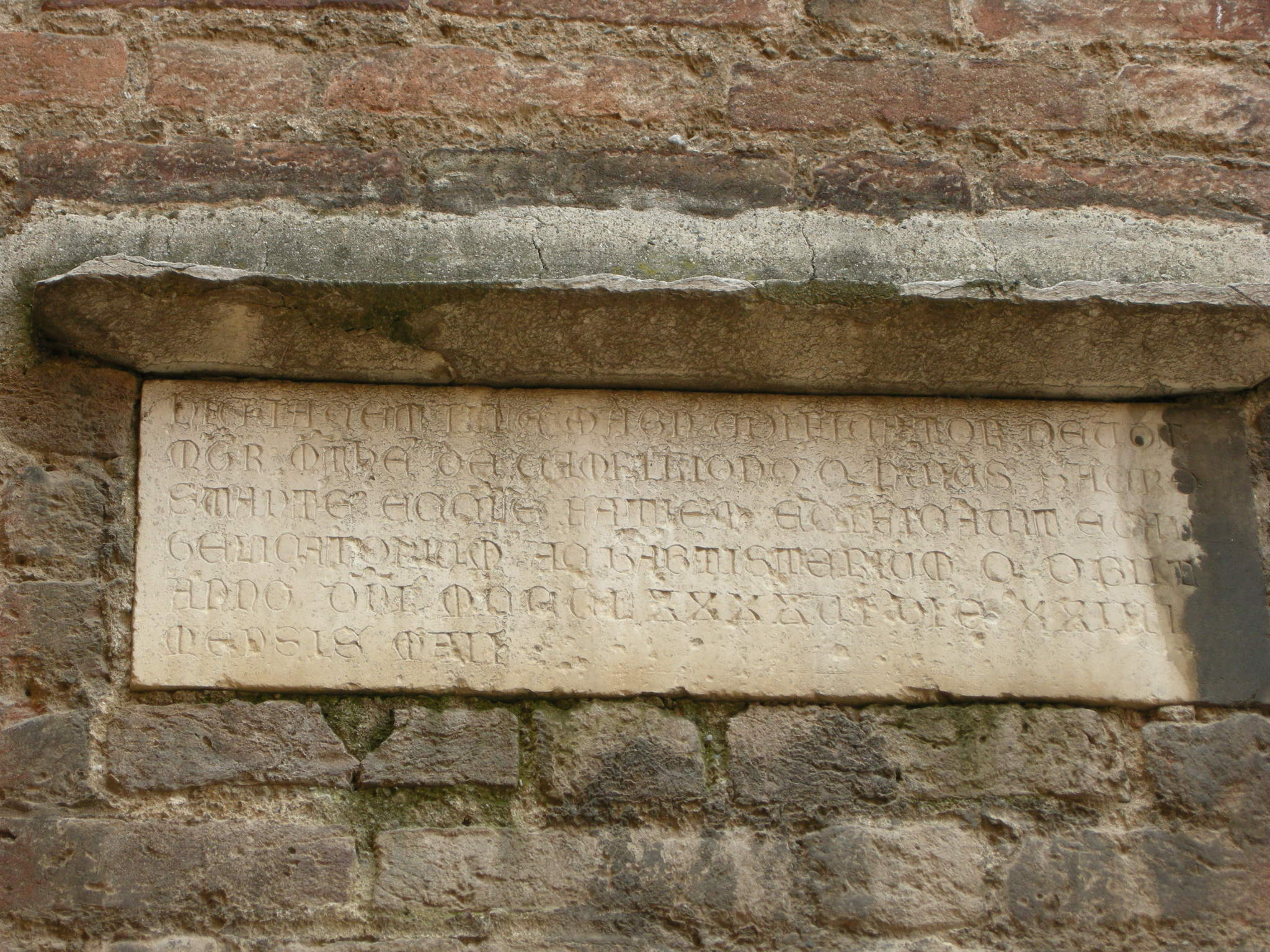
Inscription de 1390.

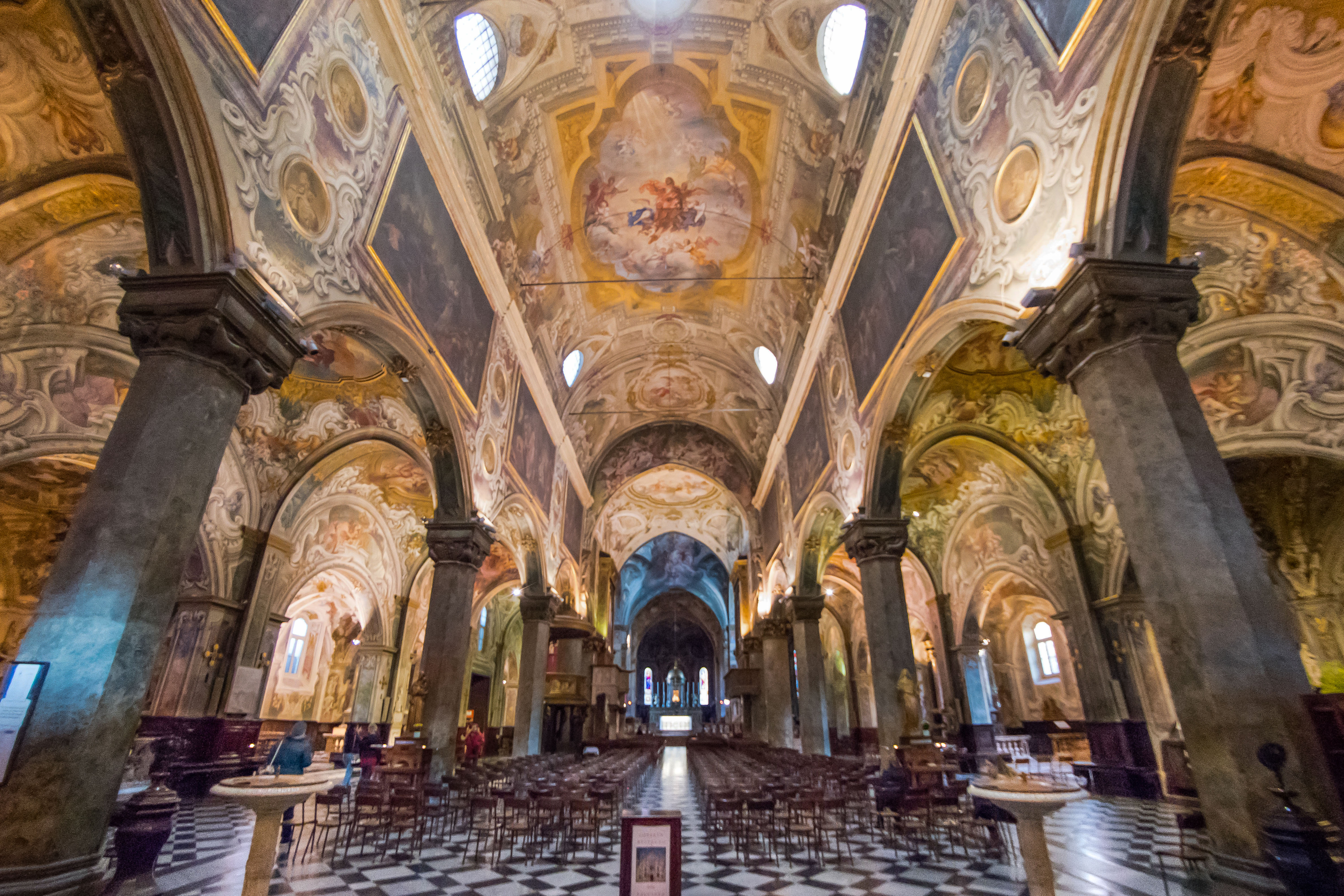
La nef avec les fresques
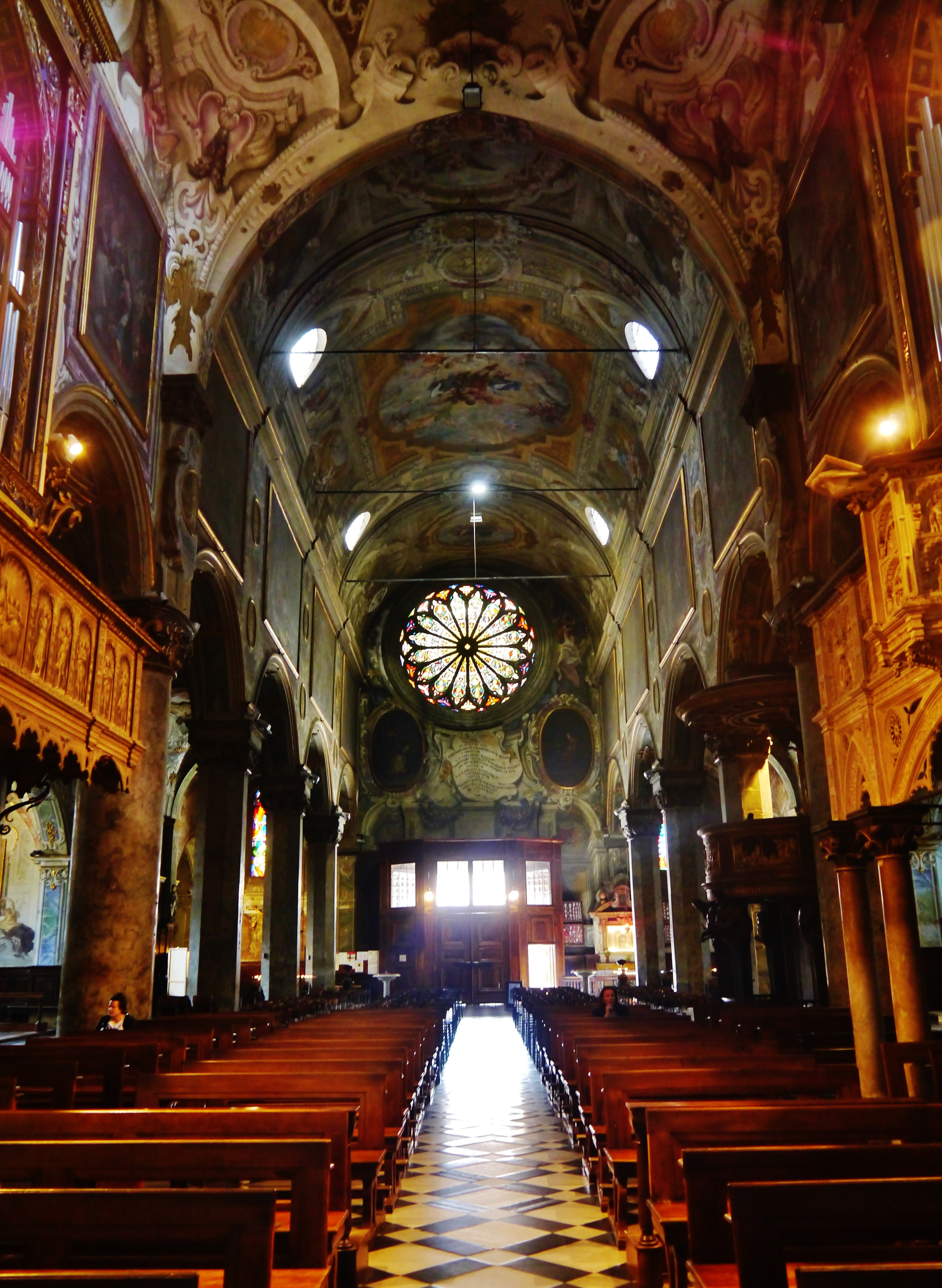
La nef et la rosace.
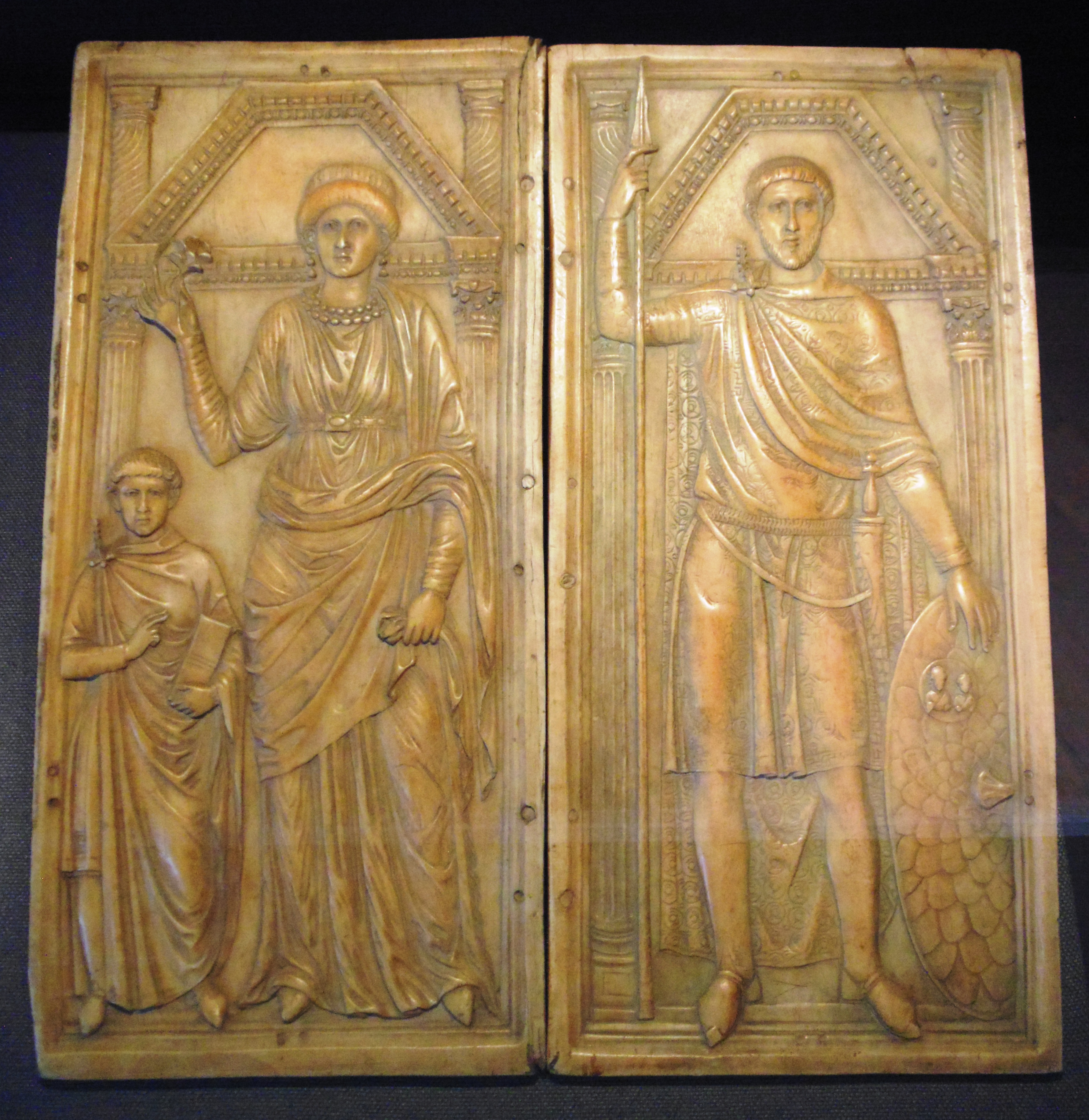
Le diptyque de Stilicon, Trésor de l'église.

## Sources
- (it)/(en) Cet article est partiellement ou en totalité issu des articles intitulés en italien « Duomo di Monza » (voir la liste des auteurs) et en anglais « Monza Cathedral » (voir la liste des auteurs).